# Timolol
O timolol é um fármaco betabloqueador considerado um antagonista adrenérgico dos receptores adrenérgicos beta (beta1 e beta2 não seletivo), e tem finalidade de diminuir a pressão intraocular (como no tratamento de glaucoma), tratar a enxaqueca ou reduzir a pressão arterial.